# World Series by Nissan
Les World Series by Nissan étaient un championnat de compétition automobile utilisant des monoplaces créé en 1998. De 1998 à 2002, ce championnat se disputait avec des châssis construits par Coloni et des moteurs Nissan SR20 quatre cylindres 2,0 litres. Les performances de la voiture étaient entre la Formule 3 et la Formule 3000. À partir de 2002 les monoplaces ont radicalement changé, utilisant des châssis Dallara et un moteur Nissan V6 VQ30 de 3,0 litres.
Initialement disputé en Espagne, ce championnat a beaucoup contribué à la popularité du sport automobile dans ce pays. Il s'est ensuite internationalisé et a fusionné en 2005 avec le championnat européen de Formule Renault 3.5 : la Formula Renault V6 Eurocup (en) pour former le championnat Formula Renault 3.5 Series disputé au sein du format des World Series by Renault.

## Champions
| Année | Nom de la série              | Champion          | Equipe championne  |
| ----- | ---------------------------- | ----------------- | ------------------ |
| 1998  | Open Fortuna by Nissan       | Marc Gené         | Campos Motorsport  |
| 1999  | Euro Open MoviStar by Nissan | Fernando Alonso   | Campos Motorsport  |
| 2000  | Open Telefónica by Nissan    | Antonio García    | Campos Motorsport  |
| 2001  | Open Telefónica by Nissan    | Franck Montagny   | Vergani Racing     |
| 2002  | Telefónica World Series      | Ricardo Zonta     | Racing Engineering |
| 2003  | Superfund World Series       | Franck Montagny   | Gabord Competición |
| 2004  | World Series by Nissan       | Heikki Kovalainen | Pons Racing        |